# Сибірко Вадим Анатолійович
Вадим Анатолійович Сибірко (нар. 11 квітня 1953) — радянський хокеїст, нападник.
Вихованець хокейної школи московського ЦСКА. Срібний призер чемпіонату Європи серед юніорів 1971 року. До 1976 року виступав за команди СКА МВО (Калінін), «Шторм» (Ленінград), «Апатитбуд» (Апатити) й «Іжсталь» (Іжевськ). Шість сезонів захищав кольори київського «Сокола» (у тому числі чотири — у вищій лізі). Віце-чемпіон першої ліги 1978 року.
По одному сезону виступав за воскресенський «Хімік» і знову за іжевську «Іжсталь», яка на той час була командою елітного дивізіону. У вищій лізі провів 222 матчі, 56 закинутих шайб, 53 результативні передачі.
Останні три роки ігрової кар'єри передавав свій досвід у складі іншої київської команди — ШВСМ, де переважно виступали молоді хокеїсти 17-19 років.
Відразу став тренером, працював у спортивній школі «Сокола». Найбільш відомим серед його перших вихованців є Руслан Федотенко — дворазовий володар Кубку Стенлі. 1996 року переїхав до ярославського спортінтернату разом з групою молодих київських хокеїстів (у тому числі й Олексій Міхнов).
В наступні роки був помічником Віктора Тихонова у ЦСКА, очолював фарм-клуб «торпедівців» з Нижнього Новгороду і белградську «Црвену звезду». Працював у дитячо-юнацьких московських школах «Спартак», «Сріблясті акули» і «Крила Рад».
2012 року очолив новостворену київську спортивну школу клубу «Беркут».
| Сезон                    | Команда                  | Ліга                     | І   | Г  | П  | 0   | Штр |
| ------------------------ | ------------------------ | ------------------------ | --- | -- | -- | --- | --- |
| 1975/76                  | «Іжсталь»                | перша                    | 40  | 14 | 10 | 24  | 61  |
| 1976/77                  | «Сокіл» (Київ)           | перша                    | 48  | 8  | 14 | 22  |     |
| 1977/78                  | «Сокіл» (Київ)           | перша                    | 47  | 26 | 27 | 53  |     |
| 1978/79                  | «Сокіл» (Київ)           | вища                     | 38  | 13 | 10 | 23  | 14  |
| 1979/80                  | «Сокіл» (Київ)           | вища                     | 41  | 11 | 11 | 22  | 46  |
| 1980/81                  | «Сокіл» (Київ)           | вища                     | 43  | 9  | 5  | 14  | 12  |
| 1981/82                  | «Сокіл» (Київ)           | вища                     | 49  | 16 | 15 | 31  | 6   |
| 1982/83                  | «Хімік»                  | вища                     | 31  | 5  | 8  | 13  | 14  |
| 1983/84                  | «Іжсталь»                | вища                     | 20  | 2  | 4  | 6   | 8   |
| 1984/85                  | ШВСМ (Київ)              | друга                    |     | 30 |    |     |     |
| 1985/86                  | ШВСМ (Київ)              | друга                    |     | 53 |    |     |     |
| 1986/87                  | ШВСМ (Київ)              | друга                    |     | 10 | 10 | 20  |     |
| Усього у вищій лізі СРСР | Усього у вищій лізі СРСР | Усього у вищій лізі СРСР | 222 | 56 | 53 | 109 | 100 |